# Podlesie (Olkusz)
Pour les articles homonymes, voir Podlesie.
Podlesie est une localité polonaise de la gmina et du powiat d'Olkusz en voïvodie de Petite-Pologne.
De 1975 à 1998, la localité est située dans la voïvodie de Katowice.

## Population
En 2021, la localité compte 360 habitants.